# Patrik Hábl
Patrik Hábl (* 10. července 1975, Gottwaldov) je český malíř, grafik a vysokoškolský pedagog.

## Život
V letech 1989–1993 vystudoval Střední uměleckoprůmyslovou školu (SUPŠ) v Uherském Hradišti. V letech 1994–2000 navštěvoval VŠUP v Praze, kde studoval u prof. Pavla Nešlehy. V roce 1996 absolvoval roční litografické školení u Mikoláše Axmanna a 1997 Akademii Muchina v St. Petersburku. Roku 1998 studoval na AVU experimentální grafiku u Vladimíra Kokolii.
Žije v Praze a od roku 2007 pedagogicky působí na Vysoké škole uměleckoprůmyslové. V roce 2025 byl jmenován profesorem.
Je členem sdružení Umělecká beseda a Hollar.
Jeho manželkou je architektka a básnířka Anna Beata Háblová.

## Tvorba
Je  známý svými realizacemi v architektuře, které zasazuje do veřejného nebo do sakrálního prostoru. Mezi nimi například intervence "postních obrazů" v akademickém kostele Nejsvětějšího Salvátora, v paláci Drn nebo paláci Špork.  
Východiskem jeho práce je krajina, pojednávaná jako vnitřní prostor lidské mysli. Jeho malířská a grafická tvorba je osobitým pokračováním tradice české oduševnělé malby.
Obrazy Patrika Hábla byly opakovaně zastoupeny a draženy v prestižních aukcích aukčních síní Sotheby´s  a Christie´s jako jediného současného českého výtvarníka.

## Výstavy

### Samostatné výstavy (výběr)
- 1997 Lichtenštejnský palác, HAMU, Praha
- 1998 Ústav makromolekulární chemie, Praha
- 2000 Galerie VŠUP, Praha
- 2001 Galerie Via Art, Praha
- 2005 Galerie české plastiky, Praha
- 2008 Imaginativní krajiny, Galerie Via Art, Praha
- 2008 Merimenty, Radnice Vysočany, Praha
- 2008 Sakrální nečistoty, Galerie Woxart, Praha
- 2009 Black Out, Friedrich Gallery, Basel, Švýcarsko
- 2010 Bienalle von junge Kunst, Bienenstein, Vienna
- 2010 Avoid a void, Galerie Dolmen, Praha
- 2010 Queer Landscapes, BBLA, New York, USA
- 2010 4th Beijing Biennale, Peking, China
- 2011 Snozřivosti, Středočeská Galerie Výtvarných Umění, Litoměřice
- 2011 BIAF– Busan International Art Fair, South Korea
- 2013 Transformace krajiny, DOX, Praha

### Kolektivní výstavy (výběr)
- 1999 Musee d´Orsay, Paříž
- 2004 Yokohama, Matsuyama, Japonsko
- 2007 Regensburg, Německo
- 2011 Nuclear Unfair, Tacheles Gallery, Berlin

## Zastoupení ve sbírkách
Jeho díla jsou zastoupena ve sbírkách mnoha českých i zahraničních institucí, např. v Centru současného umění Dox v Praze, Vatican Museums ve Vatikánu, ve sbírkách Europol HQ Collection, v Haagu v Nizozemí, sbírce Diözesanmuseum, v Grazu, Alšově jihočeské galerii v Hluboké nad Vltavou, Severočeské galerii výtvarného umění v Litoměřicích, Oblastní galerii v Liberci a mnoha dalších.

## Ocenění
Jeho tvorba byla oceněna Waldesovou cenou, cenou Europol Art Award a Cenou grafika roku 2020.